# Josef Popper-Lynkeus
Josef Popper-Lynkeus (21 de febrero de 1838, Kolin, República Checa; 22 de diciembre de 1921, Viena) fue un estudioso austríaco, escritor e inventor. Josef Popper nació en el barrio judío de Kolin (ahora en la República Checa). Educación:Popper-Lynkeus cursó estudios superiores en Praga y en el Viena Polytechnikum de Viena, habiéndose graduado de este último en 1859. En el campo de las humanidades, auditó varias conferencias en la Universidad de Viena y estudió la literatura sobre temas de su interés.

## Inventos
Después de graduarse en el Viena Polytechnikum de Viena, Popper-Lynkeus trabajó durante dos años como ingeniero en una empresa privada. Durante 1862-1866, enseño y ocasionalmente conferencio, y desde 1867 - 1897 desarrolló varios inventos. En 1868, él ideó un sistema de adhesión para que evitar la acumulación de escamas en el interior de las paredes de las calderas de vapor. Esto y algunas otras invenciones preparó el terreno para su trabajo en ingeniería, física y la filosofía social y moral - independientemente de las instituciones y grupos académicos cerrados.
En psicología, pensó en la interpretación de los sueños sobre la base de un análisis del conflicto entre la conciencia social de un individuo o su instinto animal (corto cuento de" sueños como el despertar, 1889). Varios años antes de Theodor Herzl, en su trabajo “El Príncipe Bismarck y el Antisemitismo” (1886), Popper-Lynkeus llegó a la conclusión de que los judíos podrán estar a salvo del antisemitismo sólo si poseen su propio estado. Consideraba la creación de un estado una necesidad urgente, y que el tipo de régimen al principio no importa, que Incluso una monarquía sería satisfactoria.
El citado y corto relato se incluyó en la colección de cuentos filosóficos bajo el título común “Fantasías de un realista”, que se publicó en 1899 en 20 ediciones. Desde entonces, Popper-Lynkeus uso el seudónimo "Lynkeus"  tras la perspicaz vigilancia de los argonautas del buque, apareciendo también en Fausto de Goethe. Tres de las muchas ideas que sugirió Popper-Lynkeus en esta colección fueron:
- La Influencia de la música de marcha sobre las masas.

- Sobre la conveniencia de algunas de estas sanciones.

- Sobre el derecho de todo individuo a existir.

Popper-Lynkeus destaca la gran potencia que la música tiene sobre las masas. Afirmó que la música de marcha a menudo sirve como soporte de la tiranía, transformando las masas en una mole hasta formar una pasta que nada puede hacerse con ella. Esta idea de Popper-Lynkeus es similar a la idea de Leo Tolstoy, quien dijo: "Aquellos que quieren tener más esclavos deben componer más música de marcha."
En el ámbito de la justicia, en el campo jurídico Popper-Lynkeus sostuvo que la publicidad debe ser el principal castigo por cometer un crimen y sólo reincidentes deberían ser aislados. Según Popper-Lynkeus, el derecho a existir es el principal y natural derecho de todo ser humano.
En el ámbito de la justicia, y por esta razón, el estado no se debe permitir enviar a muerte a una persona sin su consentimiento. Fue un defensor del servicio militar obligatorio, pero a condición de que sólo los voluntarios serían enviados a los campos de batalla.

## Sistema social
Popper-Lynkeus diseñó su propio sistema social, que garantiza que todas las personas gocen siempre de los productos de primera necesidad, y lo explica en una serie de obras que comienzan desde" El derecho a vivir y la obligación (duty) a Morir" (1878) y terminando con " la administración pública universal como la solución de un problema social" (1912). Según Popper-Lynkeus, la sociedad tiene el deber de brindar a sus miembros los bienes de primera necesidad como alimentos, ropa y vivienda - y también los servicios de primera necesidad como atención de la salud pública, la crianza y la educación. Sin embargo, todo miembro sano de la sociedad sana en el marco de la mano de obra servicio participaría en las actividades que no requieren educación mayor o secundaria especial pero que están relacionados con la creación de bases materiales de la economía nacional (por ejemplo la minería, la explotación forestal, actividad agrícola, las obras de construcción). Ellos o ella también se dedicaría a la producción de bienes y prestación de servicios básicos.
A opinión de Popper-Lynkeus, la sociedad humana no surgiría como consecuencia de una violenta agitación social, sino como el resultado del proceso de persuasión y consenso común. En esta sociedad, cada individuo, en el curso de su vida social pasaría a través de cuatro etapas de edad social (la tercera fase de las mismas pueden omitirse): 1) la educativa (hasta 18 años de edad); 2) natural-económica (los hombres de menos de 30 años, las mujeres de menos de 25); 3) financiero y económico; 4) jubilación. Cada miembro de la sociedad definiría el límite entre las dos últimas etapas a su propia discreción. Durante la segunda de estas etapas, todos los miembros sanos de la sociedad tomarían parte en trabajos de servicios y sobre la base de esto adquiriría el derecho a satisfacer sus necesidades básicas en el curso de toda su vida de forma gratuita. En la tercera fase, los miembros de la sociedad que desean trabajar pueden estar involucrados en la actividad financiera y económica en uno de los sectores estatales o privados (en este último caso, ya sea como empleados o como empresarios). Recibirán pagos por su trabajo, y esto les permitirá adquirir bienes y obtener acceso a los servicios complementarios. Durante las dos últimas etapas de la citada edad-social, cualquier persona es libre. Esto no puede decirse de las dos primeras etapas, cuando la gente debe ganarse su libertad y crecen hasta convertirse en plena conciencia de ello. Como Popper-Lynkeus observó, con avances científicos y tecnológicos, la duración de la segunda etapa sería decreciente. Simultáneamente, el concepto de alcance de bienes y servicios de primera necesidad se expande. 
Entre las condiciones para la creación de un sistema social, según Popper-Lynkeus, está la necesidad de fomentar en las nuevas generaciones durante la primera etapa de la edad social características como el amor y el respeto a otras personas, el amor al trabajo y la aversión a falsas necesidades, y los hábitos de utilización racional del tiempo libre.

## Influencia
Entre los admiradores de Popper-Lynkeus hubo físicos como Albert Einstein y Ernst Mach; filósofos como Martin Buber y Hugo Bergman, el químico Wilhelm Ostwald; el matemático Richard von Mises; el estadístico Karl Ballod (K rlis balodis); el fisiólogo Theodor baer; el psicólogo Sigmund Freud; los escritores Max Brod, Stefan Zweig, y Arthur Schnitzler; y el fundador del movimiento sionista revisionista, Ze'ev Jabotinsky. Jabotinsky señaló los cinco componentes del programa mínimo de Popper-Lynkeus el programa mínimo, alimentos, ropa, vivienda, servicios de salud y educación. Llamando la falta de cualquiera de estos factores un "agujero", dijo, "la sociedad humana es similar a la guardería. En el jardín hay cinco pozos, de acuerdo con estos cinco componentes. Los niños que juegan en el jardín de infancia están en peligro de caer en uno de ellos. ¿Qué hace la guardia Prusiana? Instala letreros con inscripciones, tipo: "No vaya hacia la derecha", "No vaya hacia la izquierda" izquierda!' a continuación de Popper-Lynkeus, propone cubrir todos estos agujeros y dar la oportunidad a los niños a jugar libremente como quieran".
El 21 de febrero de 1918, en el 80o cumpleaños de Josef Popper-Lynkeus, sus admiradores, el médico y psicólogo Fritz Wittels y el escritor Walter Markus, fundaron la organización de servicio Universal de alimentos en Viena. Durante hace varios años, esta organización ha publicado un boletín con el mismo nombre. Funcionó durante 20 años y fue disuelto en el momento de la anexión de Austria a Alemania.
Josef Popper-Lynkeus murió el 22 de diciembre de 1921. En reconocimiento a sus méritos y sus logros, a la calle en Viena, donde vivió durante los últimos años de su vida fue llamada a su nombre. En la tarde del 150° aniversario de su nacimiento de Josef Popper, fue creado un fondo para investigar su pensamiento y la propagación de sus ideas se estableció en la Universidad Johann Wolfgang Goethe en Frankfurt am Main. 
En julio de 2007, el municipio de Tel-Aviv Yafo decidió nombrar una de las calles de Jaffa en nombre de Popper-Lynkeus.

## Para leer más

### Alemán
- Richard Schwartz «Ratenau, Goldshtein, Popper-Lynkeus and their Social Systems» (1919);
- Fritz Wittels «An End to Poverty» (1922; translated into English in 1925);
- Adolph Gelber «Josef Popper-Lynkeus. His Life and Activity» (1922);
- Emil Feldes «People of Tomorrow» (a novel describing a society based on the principles of Josef Popper-Lynkeus, 1924);
- Felix Frenkel «Universal Food Service and Pan Europe» (1924);
- Heinrich Levi «Epistemology of Popper-Lynkeus and its Relation to Mach's Philosophy» (1932);
- Robert Plank «Engineer of Society» (1938).

### Hebreo
- Israel Doryon «The Kingdom of Lynkeus» (on the 100th anniversary of Popper-Lynkeus birth, published in Jerusalem in 1939);
- Israel Doryon «End of the Struggle for Existence» (1954, with a preface by Albert Einstein, dated February of the same year);
- Mendel Singer «Humanist Popper-Lynkeus» (on the 50th anniversary of his death, 1971);
- Israel Doryon «Popper-Lynkeus – a Solution of the Problem of Exis-tence» (on the 60th anniversary of his death, 1981);
- Ephraim Wolf «Josef Popper-Lynkeus – a Great Humanist and Many-Sided Thinker» (1996; Russian original was published in 1997 in Moscow under the title «Josef Popper-Lynkeus – Humanist and Thinker»).

### Inglés
- Albert Einstein «The World as I See it» (1932);
- Henry Wachtel «Security for All and Free Enterprise» (1954, with a preface by Albert Einstein, dated July of the same year).

- Datos: Q78903
- Multimedia: Josef Popper-Lynkeus / Q78903